# Alfred II zu Windisch-Graetz

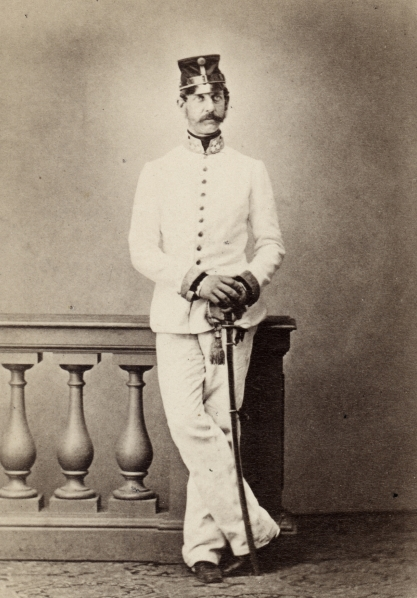
Alfred II zu Windisch-Graetz

Vorst Alfred Josef Nikolaus Guntram zu Windisch-Graetz (Wenen, 28 maart 1819 - Tachau, 28 april 1876) was een Oostenrijks officier en Boheems grondbezitter.

## Biografie
Hij stamde uit het geslacht Windisch-Graetz en was de zoon van Alfred I zu Windisch-Graetz. Net zoals drie van zijn broers was hij generaal in het Oostenrijkse leger. Bij het neerslaan van de Praagse Pinksteropstand in juni 1848 werd zijn moeder gedood en raakte hij zelf ook gewond.  Windisch-Graetz begeleidde zijn vader als diens vleugeladjudant bij alle militaire missies. In de Oostenrijks-Pruisische Oorlog (1866) voerde hij het bevel over twee regimenten in de beslissende Slag bij Königgrätz, die met een Oostenrijkse nederlaag eindigde. 
In 1850 trouwde hij met prinses Hedwig Lobkowicz, die echter al in 1852 overleed. Hun enige kind was Alfred III zu Windisch-Graetz. Windisch-Graetz overleed aan de late gevolgen van de verwondingen die hij in de oorlog van 1866 had opgelopen.